# Mike Kohn
Mike Kohn (n. 26 mai 1972, Columbia, Carolina de Sud, SUA) este un bober ce a reprezentat Statele Unite ale Americii, medaliat olimpic. A participat la 2 ediții ale Jocurilor Olimpice (2002, 2010) în care a câștigat o medalie de bronz.